# El Gantour
El Gantour (franska: El Gantour (CR), El Gantour (Commune Rurale), arabiska: اطياميم) är en kommun i Marocko.   Den ligger i provinsen Youssoufia och regionen Marrakech-Safi, 250 km sydväst om huvudstaden Rabat. Antalet invånare är 11 142.